# Kajanka (gromada)
Kajanka – dawna gromada, czyli najmniejsza jednostka podziału terytorialnego Polskiej Rzeczypospolitej Ludowej w latach 1954–1972.
Gromady, z gromadzkimi radami narodowymi (GRN) jako organami władzy najniższego stopnia na wsi, funkcjonowały od reformy reorganizującej administrację wiejską przeprowadzonej jesienią 1954 do momentu ich zniesienia z dniem 1 stycznia 1973, tym samym wypierając organizację gminną w latach 1954–1972.
Gromadę Kajanka z siedzibą GRN w Kajance utworzono – jako jedną z 8759 gromad – w powiecie siemiatyckim w woj. białostockim, na mocy uchwały nr 21/V WRN w Białymstoku z dnia 4 października 1954. W skład jednostki weszły obszary dotychczasowych gromad Kajanka, Ossolin, Moszczona Pańska i Tołwin ze zniesionej gminy Baciki Średnie w tymże powiecie. Dla gromady ustalono 12 członków gromadzkiej rady narodowej.
31 grudnia 1959 gromadę Kajanka zniesiono, włączając jej obszar do gromad Baciki Średnie (wsie Kajanka, Ossolin i Tolwin oraz kolonie Bocianka, Glinnik i Sawiczyzna) i Nurzec-Stacja (wieś Moszczona Pańska).